# Amyl and the Sniffers (album)
Amyl and the Sniffers is het debuutalbum van de gelijknamige Australische punkband Amyl and the Sniffers. Het album werd uitgegeven op 24 mei 2019 op lp en cd door het platenlabel Flightless Records. In Europa en Japan werd het uitgegeven door het Britse Rough Trade Records en in de Verenigde Staten door ATO Records.
Er zijn drie bijhorende singles voor het album uitgegeven: "Some Mutts (Can't Be Muzzled)", "Cup of Destiny" en "Monsoon Rock".
Het album werd goed ontvangen door zowel recensenten als fans. Het bereikte de eerste plek in de Australische ARIA Vinyl-hitlijst, de tweeëntwintigste plek in de ARIA Albums-hitlijst en de eenennegentigste plek in het Britse UK Albums Chart. Het won een ARIA Award in 2019 in de categorie Beste rockalbum en werd datzelfde jaar genomineerd voor de Australian Music Prize.

## Nummers
1. "Starfire 500" - 3:36
2. "Gacked on Anger" - 1:49
3. "Cup of Destiny" - 2:15
4. "GFY" - 1:48
5. "Angel" - 2:50
6. "Monsoon Rock" - 2:25
7. "Control" - 2:34
8. "Got You" - 2:18
9. "Punisha" - 1:44
10. "Shake Ya" - 3:17
11. "Some Mutts (Can't Be Muzzled)" - 4:22

Japanse bonustrack
1. "Got You" (demoversie)

## Band
- Amy Taylor - zang
- Bryce Wilson - drums
- Dec Martens - gitaar
- Gus Romer - basgitaar